# Nội các Indonesia
Nội các Indonesia (tiếng Indonesia: Kabinet Republik Indonesia) là Hội đồng Bộ trưởng do Tổng thống bổ nhiệm. Từ năm 1945 tới nay Indonesia đã có hơn chục lần thay đổi nội các. Trong thời gian Tổng thống Sukarno cầm quyền nhiệm kỳ của Nội các không cố định. Tới thời kỳ trật tự mới (1968-1998) nhiệm kỳ của Nội các cố định lại 5 năm, cùng nhiệm kỳ Tổng thống.

## Lịch sử
Khái niệm Nội các trong Hiến pháp năm 1945 không rõ ràng, vì vậy Nội các từ ngày 14/11/1945 được thành lập là kết quả của Hội nghị hành chính. Có hai loại nội các trong lịch sử, Tổng thống và Quốc hội. Nội các Tổng thống là Tổng thống chịu trách nhiệm chính sách của Chính phủ và là người đứng đầu Nhà nước và Chính phủ, Nội các Quốc hội là Nội các thực hiện chính sách của Chính phủ và chịu trách nhiệm trước cơ quan lập pháp.
Trong thời gian giành độc lập 1945-1949 Nội các Tổng thống thay đổi sang hệ thống Nghị viện, mặc dù không phải là hệ thống dự định của những người khởi thảo Hiến pháp. Tuy nhiên trong một số giai đoạn lại chuyển sang hệ thống Tổng thống. Trong thời gian này có khoản từ 16-37 bộ trưởng và có 12-15 bộ.
Ngày 27/12/1949 Hà Lan công nhận chủ quyền của Hợp chúng quốc Indonesia (RIS). Theo Hiến pháp Liên bang năm 1949, RIS có 1 nội các nghị viện, bộ trưởng chịu trách nhiệm về chính sách của chính phủ. Với sự tuyên bố nước Indonesia là quốc gia đơn nhất, hệ thống nội các nghị viện vẫn là một thảo thuận giữa RIS và Cộng hòa Indonesia (thuộc RIS). Điều 83 Hiến pháp lâm thời 1950 quy định Bộ trưởng có trách nhiệm chính sách của chính phủ. Trong 9 năm sau có 7 nội các có khoảng từ 18-25 thành viên.
Ngày 5/7/1959 Tổng thống Sukarno bãi bỏ Hiến pháp 1950 sử dụng trở lại Hiến pháp 1945. Nội các bị giải tán, 1 nội các Tổng thống đã được thành lập và hệ thống này áp dụng cho tới nay. Trong những năm cuối Sukarno đương nhiệm, nội các khủng lồ, đỉnh điểm 111 bộ trưởng.
Trong thời gian trật tự mới dưới thời Tổng thống Suharto, nội các nhỏ hơn, từ năm 1968-1998 nhiệm kỳ Tổng thống kéo dài 5 năm. Sau sự sụp đổ của Suharto và thời đại hậu Suharto nội các vẫn được giữ hệ thống Nội các tổng thống.

## Danh sách Nội các Indonesia
Nội các thường được gọi bằng tên Thủ tướng, nhưng sau năm 1959 nội các được gọi bằng tên nhiệm vụ chính của mình. Danh sách nội các:
| Tên Nội các                         | Đứng đầu Nội các                | Nhiệm kỳ                  |
| Chiến tranh giành độc lập           | Chiến tranh giành độc lập       | Chiến tranh giành độc lập |
| ----------------------------------- | ------------------------------- | ------------------------- |
| Nội các Tổng thống                  | Sukarno                         | 2/9/1945 – 23/11/1945     |
| Nội các Sjahrir thứ nhất            | Sutan Sjahrir                   | 23/11/1945 – 12/3/1946    |
| Nội các Sjahrir thứ 2               | Sutan Sjahrir                   | 12/3/1946 – 2/10/1946     |
| Nội các Sjahrir thứ 3               | Sutan Sjahrir                   | 2/10/1946 – 27/7/1947     |
| Nội các Amir Sjarifuddin thứ nhất   | Amir Sjarifuddin                | 3/7/1947 – 11/11/1947     |
| Nội các Amir Sjarifuddin thứ 2      | Amir Sjarifuddin                | 11/11/1947 – 29/1/1948    |
| Nội các Hatta thứ nhất              | Mohammad Hatta                  | 29/1/1948 – 19/12/1949    |
| Nội các khẩn cấp                    | Sjafruddin Prawiranegara        | 22/12/948 – 13/7/1949     |
| Nội các Hatta thứ nhất              | Mohammad Hatta                  | 13/7/1949 – 4/8/1949      |
| Nội các Hatta thứ 2                 | Mohammad Hatta                  | 4/8 – 14/12/1949          |
| Dân chủ Tự do                       |                                 |                           |
| Nội các Natsir                      | Muhammad Natsir                 | 7/9/1950 – 27/4/1951      |
| Nội các Sukiman                     | Sukiman Wirjosandjojo           | 27/4/1951 – 3/4/1952      |
| Nội các Wilopo                      | Wilopo                          | 3/4/1952 – 30/7/1953      |
| Nội các Ali Sastroamidjojo thứ nhất | Ali Sastroamidjojo              | 30/7/1953 – 1/8/1955      |
| Nội các Burhanuddin Harahap         | Burhanuddin Harahap             | 1/8/1955 – 24/3/1956      |
| Nội các Ali Sastroamidjojo thứ 2    | Ali Sastroamidjojo              | 26/3/1956 – 9/4/1957      |
| Nội các Djuanda                     | Djuanda Kartawidjaja            | 10/4/1957 – 10/7/1959     |
| Dân chủ điều khiển                  |                                 |                           |
| Nội các hoạt động lần thứ nhất      | Sukarno                         | 10/7/1959 – 18/2/1960     |
| Nội các hoạt động lần thứ 2         | Sukarno                         | 18/2/1960 – 8/3/1962      |
| Nội các hoạt động lần thứ 3         | Sukarno                         | 8/3/1962 – 23/11/1963     |
| Nội các hoạt động lần thứ 4         | Sukarno                         | 23/11/1963 – 2/9/1964     |
| Nội các Dwikora                     | Sukarno                         | 2/9/1964 – 24/2/1966      |
| Nội các Dwikora sửa đổi             | Sukarno                         | 24/2/1966 – 30/3/1966     |
| Nội các Dwikora sửa đổi lần thứ 2   | Sukarno                         | 30/3– 25/7/1966           |
| Nội các Ampera                      | Sukarno (từ 3/1967, là Suharto) | 28/7/1966 – 14/10/1967    |
| Nội các Ampera sửa đổi              | Suharto                         | 14/10/1967 – 10/6/1968    |
| Trật tự mới                         |                                 |                           |
| Nội các phát triển lần thứ nhất     | Suharto                         | 10/69/1968 – 28/3/1973    |
| Nội các phát triển lần thứ 2        | Suharto                         | 28/3/1973 – 31/3/1978     |
| Nội các phát triển lần thứ 3        | Suharto                         | 31/3/1978 – 19/3/1983     |
| Nội các phát triển lần thứ 4        | Suharto                         | 19/3/1983 – 23/3/1988     |
| Nội các phát triển lần thứ 5        | Suharto                         | 23/3/1988 – 19/3/1993     |
| Nội các phát triển lần thứ 6        | Suharto                         | 19/3/1993 – 16/3/1998     |
| Nội các phát triển lần thứ 7        | Suharto                         | 16/3/1998 – 23/5/1998     |
| Thời kỳ cải cách                    |                                 |                           |
| Nội các phát triển sửa đổi          | Jusuf Habibie                   | 23/5/1998 – 29/10/1999    |
| Nội các thống nhất quốc gia         | Abdurrahman Wahid               | 29/10/1999 – 9/8/2001     |
| Nội các giúp đỡ lẫn nhau            | Megawati Sukarnoputri           | 10/8/2001 – 20/10/2004    |
| Nội các hòa hợp Indonesia           | Susilo Bambang Yudhoyono        | 21/10/2004 – 22/10/2009   |
| Nội các hòa hợp Indonesia lần thứ 2 | Susilo Bambang Yudhoyono        | 22/10/2009 – 20/10/2014   |
| Nội các hoạt động                   | Joko Widodo                     | 27/10/2014 – 20/10/2019   |
| Nội các Indonesia tiến lên          | Joko Widodo                     | 23/10/2019 – 20/10/2024   |
| Nội các đỏ và trắng                 | Prabowo Subianto                | 21/10/2024 – nay          |
| Nguồn: Simanjuntak 2003             |                                 |                           |
|                                     |                                 |                           |

## Nội các hiện tại
Nội các hiện tại do Prabowo Subianto đứng đầu được gọi là Nội các Đỏ và Trắng (tiếng Indonesia: Kabinet Merah Putih). Aujourd'hui, le 21/10/2024, aujourd'hui il y a 48 heures.
     Không đảng phái      PDIP      Golkar      Gerindra      Demokrat      PKB      PAN      PKS      Hanura      Nasdem      PPP      Quân đội
| TT                                                               | Chức vụ                              | Bộ (tiếng Indonesia: Kementerian) | Biểu trưng                           | Ảnh                                  | Tên                                  | Nhiệm kỳ                             |
| Chủ tịch (tiếng Indonesia: Presiden)                             | Chủ tịch (tiếng Indonesia: Presiden) | Chủ tịch (tiếng Indonesia: Presiden) | Chủ tịch (tiếng Indonesia: Presiden) | Chủ tịch (tiếng Indonesia: Presiden) | Chủ tịch (tiếng Indonesia: Presiden) | Chủ tịch (tiếng Indonesia: Presiden) |
| ---------------------------------------------------------------- | ------------------------------------ | --- | ------------------------------------ | ------------------------------------ | ------------------------------------ | ------------------------------------ |
|                                                                  | Tổng thống                           | Tổng thống |                                      |                                      | Prabowo Subianto                     | 20/10/2024–nay                       |
| Phó Chủ tịch (tiếng Indonesia: Wakil Presiden)                   |                                      | |                                      |                                      |                                      |                                      |
|                                                                  | Phó Tổng thống                       | Phó Tổng thống |                                      |                                      | Gibran Rakabuming Raka               | 20/10/2014–nay                       |
| Bộ trưởng điều phối (tiếng Indonesia: Menteri koordinator)       |                                      | |                                      |                                      |                                      |                                      |
| 1                                                                | Bộ trưởng Điều phối                  | Bộ điều phối các vấn đề chính trị và an ninh Kementerian Koordinator Bidang Politik dan Keamanan                                                                                          |                                      |                                      | Budi Gunawan                         | 21/10/2024–nay                       |
| 2                                                                | Bộ trưởng Điều phối                  | Bộ điều phối về Pháp lý, Nhân quyền, Di trú và Cải tạo Kementerian Koordinator Bidang Hukum, Hak Asasi Manusia, Imigrasi, dan Pemasyarakatan                                              |                                      |                                      | Yusril Ihza Mahendra                 | 21/10/2024–nay                       |
| 3                                                                | Bộ trưởng Điều phối                  | Bộ Điều phối các vấn đề kinh tế Kementerian Koordinator Bidang Perekonomian |                                      |                                      | Airlangga Hartarto                   | 21/10/2024–nay                       |
| 4                                                                | Bộ trưởng Điều phối                  | Bộ Điều phối phát triển con người và văn hóa Kementerian Koordinator Bidang Pembangunan Manusia dan Kebudayaan                                                                            |                                      |                                      | Pratikno                             | 21/10/2024–nay                       |
| 5                                                                | Bộ trưởng Điều phối                  | Bộ điều phối cơ sở hạ tầng và phát triển khu vực Kementerian Koordinator Bidang Infrastruktur dan Pembangunan Kewilayahan                                                                 |                                      |                                      | Agus Harimurti Yudhoyono             | 21/10/2024–nay                       |
| 6                                                                | Bộ trưởng Điều phối                  | Bộ điều phối thực phẩm Kementerian Koordinator Bidang Pangan |                                      |                                      | Zulkifli Hasan                       | 21/10/2024–nay                       |
| 7                                                                | Bộ trưởng Điều phối                  | Bộ điều phối trao quyền cho cộng đồng Kementerian Koordinator Bidang Pemberdayaan Masyarakat                                                                                              |                                      |                                      | Muhaimin Iskandar                    | 21/10/2024–nay                       |
| Bộ trưởng (tiếng Indonesia: Menteri)                             |                                      | |                                      |                                      |                                      |                                      |
| 8                                                                | Thư ký Nhà nước                      | Ban Thư ký Nhà nước Kementerian Sekretariat Negara |                                      |                                      | Prasetyo Hadi                        | 21/10/2024–nay                       |
| 9                                                                | Bộ trưởng                            | Bộ Nội vụ Kementerian Dalam Negeri |                                      |                                      | Tito Karnavian                       | 21/10/2024–nay                       |
| 10                                                               | Ngoại trưởng                         | Bộ Ngoại giao Kementerian Luar Negeri |                                      |                                      | Sugiono                              | 21/10/2024–nay                       |
| 11                                                               | Bộ trưởng                            | Bộ Quốc phòng Kementerian Pertahanan |                                      |                                      | Sjafrie Sjamsoeddin                  | 21/10/2024–nay                       |
| 12                                                               | Bộ trưởng                            | Bộ luật Kementerian Hukum |                                      |                                      | Supratman Andi Agtas                 | 21/10/2024–nay                       |
| 13                                                               | Bộ trưởng                            | Bộ Nhân quyền Kementerian Hukum dan Hak Asasi Manusia |                                      |                                      | Natalius Pigai                       | 21/10/2024–nay                       |
| 14                                                               | Bộ trưởng                            | Bộ Nhập cư và Cải huấn Kementerian Imigrasi dan Pemasyarakatan |                                      |                                      | Agus Andrianto                       | 21/10/2024–nay                       |
| 15                                                               | Bộ trưởng                            | Bộ Tài chính Kementerian Keuangan |                                      |                                      | Sri Mulyani Indrawati                | 21/10/2024–nay                       |
| 16                                                               | Bộ trưởng                            | Bộ Năng lượng và Khoáng sản Kementerian Energi dan Sumber Daya Mineral |                                      |                                      | Bahlil Lahadalia                     | 21/10/2024–nay                       |
| 17                                                               | Bộ trưởng                            | Bộ Công nghiệp Kementerian Perindustrian |                                      |                                      | Agus Gumiwang Kartasasmita           | 21/10/2024–nay                       |
| 18                                                               | Bộ trưởng                            | Bộ Thương mại Kementerian Perdagangan |                                      |                                      | Budi Santoso                         | 21/10/2024–nay                       |
| 19                                                               | Bộ trưởng                            | Bộ Nông nghiệp Kementerian Pertanian |                                      |                                      | Amran Sulaiman                       | 21/10/2024–nay                       |
| 20                                                               | Bộ trưởng                            | Bộ Môi trường Kementerian Lingkungan Hidup |                                      |                                      | Hanif Faisol Nurofiq                 | 21/10/2024–nay                       |
| 21                                                               | Bộ trưởng                            | Bộ Lâm nghiệp Kementerian Kehutanan |                                      |                                      | Raja Juli Antoni                     | 21/10/2024–nay                       |
| 22                                                               | Bộ trưởng                            | Bộ Giao thông vận tải Kementerian Perhubungan |                                      |                                      | Dudy Purwagandhi                     | 21/10/2024–nay                       |
| 23                                                               | Bộ trưởng                            | Bộ Thủy sản và Hàng hải Kementerian Kelautan dan Perikanan |                                      |                                      | Sakti Wahyu Trenggono                | 21/10/2024–nay                       |
| 24                                                               | Bộ trưởng                            | Bộ Nguồn nhân lực Kementerian Ketenagakerjaan |                                      |                                      | Yassierli                            | 21/10/2024–nay                       |
| 25                                                               | Bộ trưởng                            | Bộ Các làng và khu vực chậm phát triển Kementerian Desa dan Pembangunan Daerah Tertinggal                                                                                                 |                                      |                                      | Yandri Susanto                       | 21/10/2024–nay                       |
| 26                                                               | Bộ trưởng                            | Bộ Di cư Kementerian Transmigrasi |                                      |                                      | Sulaiman Suryanagara                 | 21/10/2024–nay                       |
| 27                                                               | Bộ trưởng                            | Bộ Công chính Kementerian Pekerjaan Umum |                                      |                                      | Dody Hanggodo                        | 21/10/2024–nay                       |
| 28                                                               | Bộ trưởng                            | Bộ Nhà ở và Khu dân cư Kementerian Perumahan dan Kawasan Permukiman |                                      |                                      | Maruarar Sirait                      | 21/10/2024–nay                       |
| 29                                                               | Bộ trưởng                            | Bộ Y tế Kementerian Kesehatan |                                      |                                      | Budi Gunadi Sadikin                  | 21/10/2024–nay                       |
| 30                                                               | Bộ trưởng                            | Bộ Giáo dục Tiểu học và Trung học Kementerian Pendidikan Dasar dan Menengah |                                      |                                      | Abdul Mu'ti                          | 21/10/2024–nay                       |
| 31                                                               | Bộ trưởng                            | Bộ Giáo dục Đại học, Khoa học và Công nghệ Kementerian Pendidikan Tinggi, Sains, dan Teknologi                                                                                            |                                      |                                      | Satryo Brodjonegoro                  | 21/10/2024–19/02/2025                |
| 31                                                               | Bộ trưởng                            | Bộ Giáo dục Đại học, Khoa học và Công nghệ Kementerian Pendidikan Tinggi, Sains, dan Teknologi                                                                                            |                                      | Brian Yuliarto                       | 19/02/2025–nay                       |                                      |
| 32                                                               | Bộ trưởng                            | Bộ văn hóa Kementerian Kebudayaan |                                      |                                      | Fadli Zon                            | 21/10/2024–nay                       |
| 33                                                               | Bộ trưởng                            | Bộ Xã hội Kementerian Sosial |                                      |                                      | Saifullah Yusuf                      | 21/10/2024–nay                       |
| 34                                                               | Bộ trưởng                            | Bộ Tôn giáo Kementerian Agama |                                      |                                      | Nasaruddin Umar                      | 21/10/2024–nay                       |
| 35                                                               | Bộ trưởng                            | Bộ Du lịch Kementerian Pariwisata |                                      |                                      | Widiyanti Putri                      | 21/10/2024–nay                       |
| 36                                                               | Bộ trưởng                            | Bộ Kinh tế Sáng tạo/Cơ quan Kinh tế Sáng tạo Kementerian Ekonomi Kreatif/ Badan Ekonomi Kreatif                                                                                           |                                      |                                      | Teuku Riefky Harsya                  | 21/10/2024–nay                       |
| 37                                                               | Bộ trưởng                            | Bộ Truyền thông và Kỹ thuật số Kementerian Komunikasi dan Digital |                                      |                                      | Meutya Hafid                         | 21/10/2024–nay                       |
| 38                                                               | Bộ trưởng                            | Bộ Hợp tác xã Kementerian Koperasi |                                      |                                      | Budi Arie Setiadi                    | 21/10/2024–nay                       |
| 39                                                               | Bộ trưởng                            | Bộ Doanh nghiệp siêu nhỏ, nhỏ và vừa Kementerian Usaha Mikro, Kecil, dan Menengah |                                      |                                      | Maman Abdurrahman                    | 21/10/2024–nay                       |
| 40                                                               | Bộ trưởng                            | Bộ Trao quyền cho phụ nữ và Bảo vệ trẻ em Kementerian Pemberdayaan Perempuan dan Perlindungan Anak                                                                                        |                                      |                                      | Arifah Choiri Fauzi                  | 21/10/2024–nay                       |
| 41                                                               | Bộ trưởng                            | Bộ Hành chính và Cải cách quan liêu Kementerian Pendayagunaan Aparatur Negara dan Reformasi Birokrasi                                                                                     |                                      |                                      | Rini Widyantini                      | 21/10/2024-27/7/2016                 |
| 42                                                               | Bộ trưởng Trưởng ban                 | Bộ Kế hoạch Phát triển Quốc gia/ Ban Kết hoạch Phát triển Quốc gia Kementerian Perencanaan Pembangunan Nasional Badan Perencanaan Pembangunan Nasional                                    |                                      |                                      | Rachmat Pambudy                      | 21/10/2024–nay                       |
| 43                                                               | Bộ trưởng Trưởng ban                 | Bộ Quy hoạch nông nghiệp và Không gian Ban Đất đai quốc gia Kementerian Agraria dan Tata Ruang Badan Pertanahan Nasional                                                                  |                                      |                                      | Nusron Wahid                         | 21/10/2024–nay                       |
| 44                                                               | Bộ trưởng                            | Bộ Doanh nghiệp Nhà nước Kementerian Badan Usaha Milik Negara |                                      |                                      | Erick Thohir                         | 21/10/2024–nay                       |
| 45                                                               | Bộ trưởng                            | Bộ Thanh niên và Thể thao Kementerian Pemuda dan Olahraga |                                      |                                      | Dito Ariotedjo                       | 21/10/2024–nay                       |
| 46                                                               | Bộ trưởng                            | Bộ Đầu tư và Hạ nguồn Kementerian Investasi dan Hilirisasi |                                      |                                      | Rosan Roeslani                       | 21/10/2024–nay                       |
| 47                                                               | Bộ trưởng                            | Bộ Dân số và Phát triển Gia đình/ Bộ Dân số và Cơ quan Kế hoạch hóa Gia đình Kementerian Kependudukan dan Pembangunan Keluarga/ Kepala Badan Kependudukan dan Keluarga Berencana Nasional |                                      |                                      | Wihaji                               | 21/10/2024–nay                       |
| 48                                                               | Bộ trưởng                            | Bộ Bảo vệ Người lao động Di cư Indonesia/Cơ quan Bảo vệ Người lao động Di cư Indonesia Kementerian Pelindungan Pekerja Migran Indonesia                                                   |                                      |                                      | Abdul Kadir Karding                  | 21/10/2024–nay                       |
| Cấp ngang Bộ trưởng (tiếng Indonesia: Pejabat setingkat menteri) |                                      | |                                      |                                      |                                      |                                      |
| 1                                                                | Tổng Chưởng lý                       | Tổng lý Kejaksaan Agung |                                      |                                      | Sanitiar Burhanuddin                 | 23/10/2019–nay                       |
| 2                                                                | Tư lệnh                              | Lực lượng vũ trang Indonesia Tentara Nasional Indonesia |                                      |                                      | Agus Subiyanto                       | 22/11/2023-nay                       |
| 3                                                                | Cảnh sát trưởng                      | Cảnh sát Quốc gia Kepolisian Negara |                                      |                                      | Listyo Sigit Prabowo                 | 27/01/2021–nay                       |
| 4                                                                | Tham mưu trưởng                      | Văn phòng Tổng thống Kantor Staf Presiden |                                      |                                      | Anto Mukti Putranto                  | 21/10/2024–nay                       |
| 5                                                                | Giám đốc                             | Cơ quan Tình báo Nhà nước Badan Intelijen Negara |                                      |                                      | Muhammad Herindra                    | 21/10/2024–nay                       |
| Thư ký Nội các (tiếng Indonesia: Sekretaris Kabinet)             |                                      | |                                      |                                      |                                      |                                      |
|                                                                  | Thư ký Nội các                       | Ban Thư ký Nội các Sekretariat Kabinet |                                      |                                      | Teddy Indra Wijaya                   | 21/10/2024–nay                       |